# تسلینی (شهرستان خابارسکی، سرزمین آلتای)
تسلینی (به لاتین: Tselinny) یک منطقهٔ مسکونی در روسیه است که در سرزمین آلتای واقع شده‌است.